# يان غاريسون
يان غاريسون (بالإنجليزية: Ian Garrison)‏ هو دراج أمريكي، ولد في 14 أبريل 1998 في ديكاتور في الولايات المتحدة.

## وصلات خارجية
- يان غاريسون على موقع الاتحاد الدولي للدراجات (الإنجليزية)
- يان غاريسون على موقع أرشيف الدراجات (الإنجليزية)
- يان غاريسون على موقع إحصائيات الدراجات الإحترافية (الإنجليزية)
- يان غاريسون على موقع نسبة الدراجات (الإنجليزية)
- يان غاريسون على موقع CycleBase (الإنجليزية)